# تومي آديمي
تومي آديمي (بالإنجليزية: Tomi Adeyemi)‏ (1 أغسطس 1993 في الولايات المتحدة)؛ روائية أمريكية. درست في جامعة هارفارد.

## روابط خارجية
- تومي آديمي على موقع IMDb (الإنجليزية)